# Aéroport international de Windsor
L'aéroport international de Windsor est un aéroport situé en Ontario, au Canada.

## Compagnies aériennes et destinations
| Compagnies         | Destinations                                        |
| ------------------ | --------------------------------------------------- |
| Air Canada Express | Toronto (Pearson)                                   |
| Air Transat        | En saison : Punta Cana (débute le 19 décembre 2025) |
| Porter Airlines    | Toronto (Billy Bishop)                              |
| WestJet Airlines   | En saison : Calgary                                 |

Édité le 22/04/2025